# Epochenunterricht
Epochenunterricht oder auch Epochalunterricht ist eine  besondere Form der Stundenplangestaltung und des Unterrichtsaufbaus an Schulen. Hierbei soll für einen gewissen Zeitraum (Epoche) das Nebeneinander der Fächer aufgehoben werden, um konzentrierter bei einem Unterrichtsgegenstand zu verweilen. Damit soll bezweckt werden
- einem Lehrfach einen Vorlauf vor anderen Fächern zu sichern, für die es eine Grundlage schaffen soll, oder
- verschiedene Fächer auf ein gemeinsames Thema zwecks einer Beleuchtung aus unterschiedlichen Perspektiven zu beziehen (z. B. „Unsere Stadt“ aus biologischer, historischer, politischer, künstlerischer, geographischer, … Sichtweise).

## Epochenunterricht an der Waldorfschule

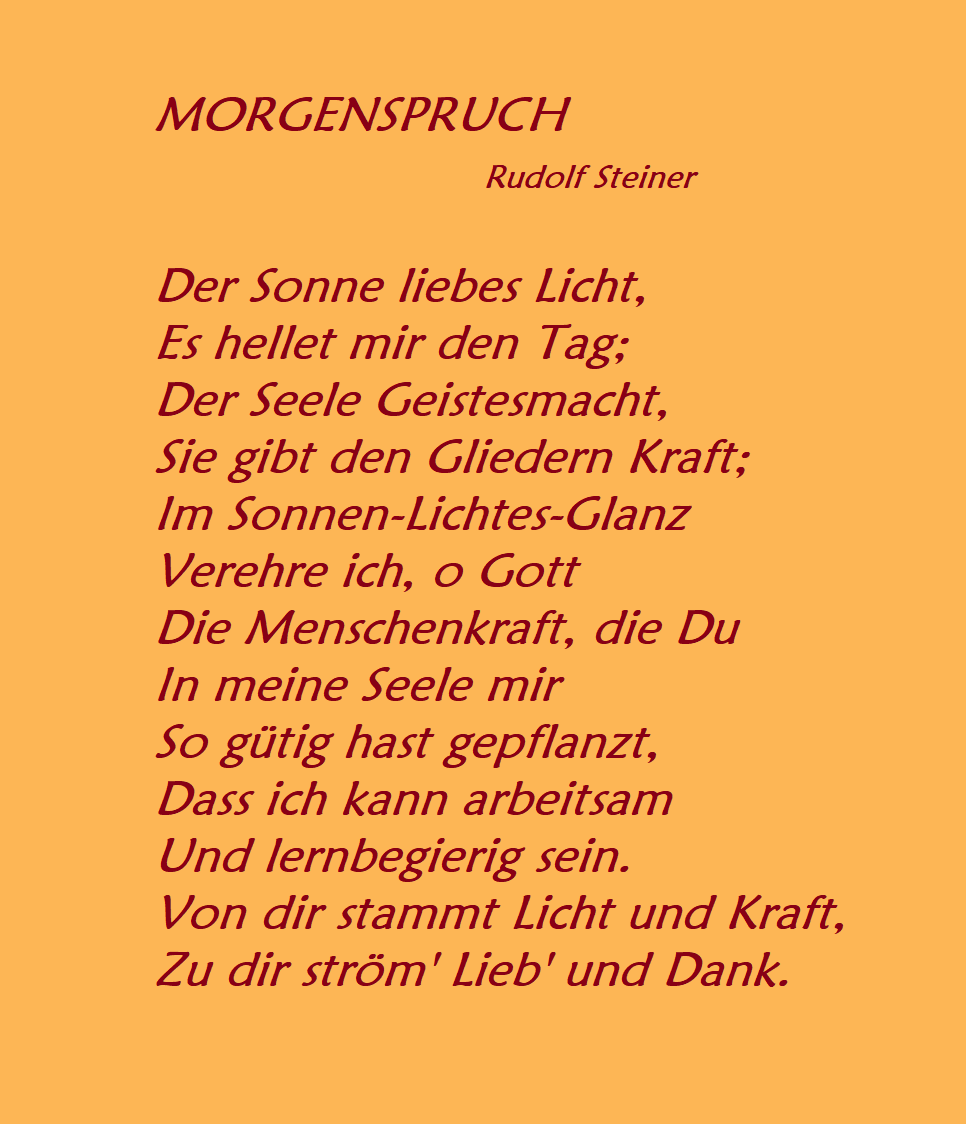
Morgenspruch für die unteren Klassen (1 – 4)

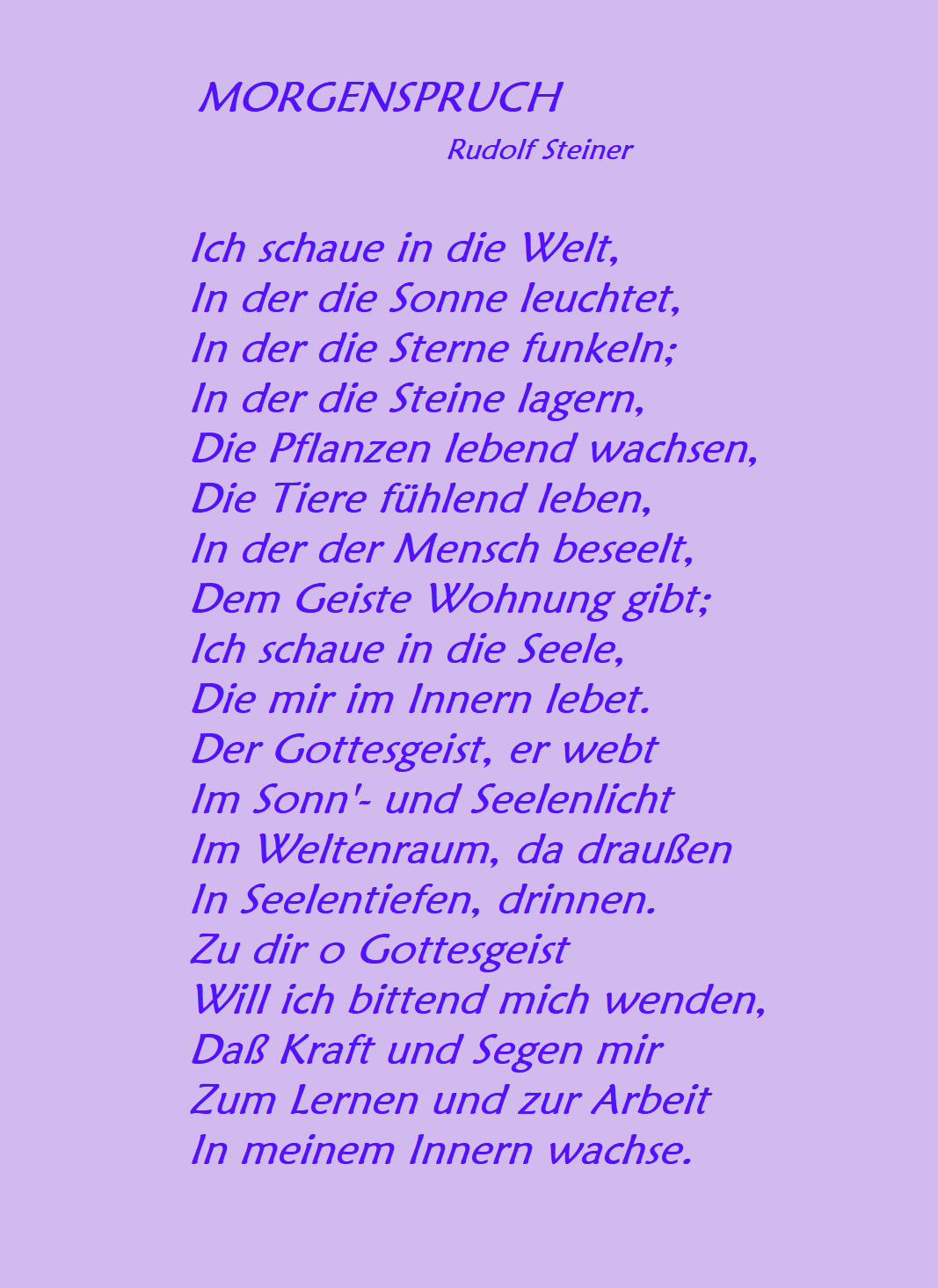
Morgenspruch für die oberen Klassen (5 – 12)

Anwendung findet diese Unterrichtsform insbesondere im Rahmen der Pädagogik von Rudolf Steiner an Waldorfschulen. An Waldorfschulen werden die meisten Unterrichtsfächer bis zur 12. Klasse in Form von Epochen unterrichtet. Eine Epoche dauert meist drei Wochen, in wenigen Fächern selten auch vier Wochen. Der Hauptunterricht findet in der ersten Doppelstunde jedes Tages statt. Über diesen Zeitraum hinweg haben die Schüler jeden Tag das gleiche Fach. Eine dreiwöchige Epoche entspricht einer Unterrichtsstunde, die über ein ganzes Jahr hinweg erteilt würde.
Der Epochenunterricht wird in der 1. bis 8. Klasse normalerweise vom Klassenlehrer gehalten, kann aber bei Bedarf auch von Fachlehrern erteilt werden. In der Oberstufe, die in Waldorfschulen schon mit der Klasse 9 beginnt, wird der Epochenunterricht stets von Fachlehrern erteilt.
An einigen Waldorfschulen gibt es neben der „Hauptepoche“ auch so genannte „Zweit-“ oder „Nebenepochen“, die zu einem späteren Zeitpunkt des Tages liegen und auch einen anderen Stundenumfang haben können. So findet an manchen Waldorfschulen zusätzlich zum Hauptunterricht der Handwerklich-Künstlerische Unterricht (HKU) in Epochenform statt, allerdings nur etwa dreimal die Woche, dafür über einen längeren Zeitraum hinweg: Die handwerklich-künstlerischen Fächer wechseln sich alle acht bis zehn Wochen ab.
Damit es den Schülern der Anfangsklassen möglich ist, bis zu 105 Minuten Epochenunterricht ohne Pause durchzustehen, gliedert er sich in mehrere Teile:
- Der Hauptunterricht wird begonnen mit einem besinnlichen „Morgenspruch“ und dem „rhythmischen Teil“, in dem die Schüler sich auf ein gemeinsames Arbeiten einstimmen. Hier wird – zum Teil unabhängig vom Fach – chorisch rezitiert, rhythmisch geklatscht oder musiziert oder z. B. das Kleine Einmaleins geübt. In der Oberstufe kann diese Zeit auch zur Diskussion von Ereignissen des Vortages oder von philosophischen Fragestellungen verwendet werden.
- Der Unterricht wird mit einer Rückschau auf das Thema des Vortags (inkl. Hausaufgabenbesprechung und Vertiefung) begonnen, dann wird neuer Stoff möglichst gemeinsam erarbeitet.
- Im Anschluss daran haben die Schüler die ausgedehnte Möglichkeit, die neuen Lerninhalte zu üben; dabei sollen sie Unklarheiten durch gegenseitige Hilfe oder Fragen an den Lehrer beseitigen.
- Die Stunde setzt sich fort mit einer Besprechung der Resultate dieses „Übteils“, dem Ausblick auf den folgenden Tag und der Aufstellung der Hausaufgaben.
- Beim naturwissenschaftlichen Unterricht werden zum Beispiel Demonstrationsversuche vorzugsweise am Ende des Hauptunterrichts zur reinen Beobachtung gezeigt und erst nach der geistigen Verarbeitung der Eindrücke im Schlaf am folgenden Morgen von den Schülern beschrieben und gemeinsam reflektiert und ausgewertet.

Es wird darauf geachtet, dass von diesem festen Schema nicht zu oft abgewichen wird. Ausnahmen bilden Tage, an denen Klassenarbeiten geschrieben werden. Auch an solchen Tagen wird der Morgenspruch gesprochen, der rhythmische Teil wird teilweise beibehalten. In der Oberstufe, wenn eine aufwendigere Theorie zusammenhängend eingeführt werden soll, kann auch von dem normalen Schema abgewichen werden. 
Ergänzend zum Epochenunterricht ist es in der Oberstufe der meisten Waldorfschulen üblich, in den Fächern Deutsch und Mathematik wöchentliche Übstunden einzurichten.
Durch die intensive Beschäftigung mit dem zentralen Themenfeld im Rahmen des Epochenunterrichts an aufeinanderfolgenden Tagen kann dieses wesentlich vertieft werden.